# Szabadkay József

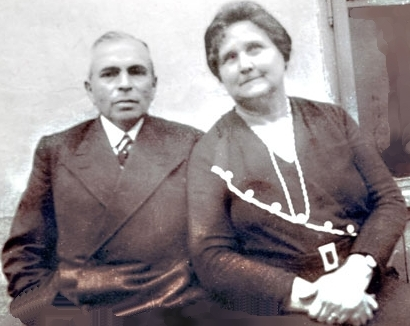
Második feleségével, Bermann Irmával

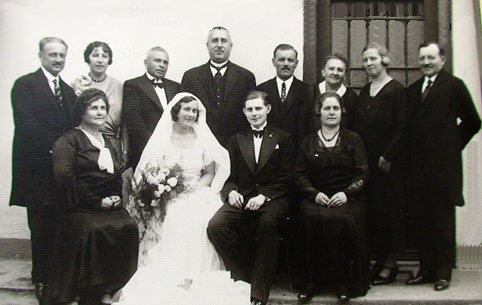
Ülő sor balról Bermann Irma, Krémer Manci, Szűcs Kálmán. Álló sorban balról a harmadik Szabadkay József.

Szabadkay József (Szabadka, 1880. február 14. – Kassa körzete, 1944. május vége) magyar színész, rendező, színigazgató, színháztulajdonos.

## Élete
Apja Spitzer Adolf szabadkai kereskedő. Anyja Háhn Regina szabadkai hajadon. Rákosi Szidi színiiskoláját végezte. Az 1903/04-es évadban Szabadkay József már Szatmárnémetiben játszott Krémer Sándor társulatában. 1904. szeptember 1-én feleségül vette Theisz Blanka színésznőt. 1913-ban a házasság felbomlott. A hivatalos válás Szabadkán történt. Krémer Sándor halála után, amikor feleségül vette az özvegyet, az igazgatósághoz szükséges valamennyi felszerelést is megkapta. Így lett belőle színigazgató, és nála kezdte színészi pályáját Krémer Ferenc, Krémer Manci és Neményi Lili. Vállalta a színház belső terének átalakítását. Az átalakítással járó 100 000 korona költséget Szabadkay magára vállalta, azzal a kikötéssel, hogy három évig ingyen bérelheti a színházat. Szabadkay nem csak igazgatott, nem csak rendezett, hanem sokat játszott is. A Szabadkay vezette társulat egyike volt Erdély legjobbjainak. Az igazgató sokat áldozott az épületen túl az előadások kivitelezésére is, mégis visszavonták a játékengedélyét. Egy év kihagyás után, 1925–26-ban rendezett az időközben Szendrey Mihály vezetése alá került társulatban.
Majd tízévnyi kihagyás után, az 1932/33-as évadban ismét engedélyt kapott Szabadkay a szatmári színikerület megszervezésére és irányítására, így lett ismét a szatmárnémeti színház igazgatója és főrendezője. A hatalom mindent elkövetett annak érdekében, hogy Szatmárnémetiben (és több magyarok lakta városban is Romániában) ellehetetlenítse a magyar színjátszást. Szabadkay megpróbált szinte mindent, mégis napról-napra léteztek csupán, ám egy napon ismét fizetésképtelenné vált, ezért visszavonták játszási engedélyét. Hamarosan megjelentek a zsidótörvények, ennek következtében nem csak igazgató és vezető beosztású személy, de már egyszerű színész sem lehetett zsidó, vagy részben izraelita hitvallású felmenőkkel rendelkező illető sem. Közben az első bécsi döntés illetve majd a második bécsi döntés értelmében Erdély és Felvidék egy részét visszacsatolták az anyaországhoz.
Szabadkay Józsefet a német megszállás után a vidéki zsidóság deportálásakor hívták be munkaszolgálatra. Ő felvette hófehér frakkját, feltűzte kitüntetéseit, így ment a gettóba, majd a vagonba. Túlélők mesélték, hogy a vagon sarkába leült, nem evett, nem ivott semmit. Napok múlva holtan hozták ki onnét. Édesapám ekkor döbben rá arra, hogy mekkora felelősség terhel bennünket, hiszen egy ember, aki talán magyarabb volt a magyaroknál elismerésként megaláztatást és halált kapott felekezeti és vallási hovatartozása miatt.
Nagyanyámat mélyen megrázta a dolog, összepakolt és 3 vagont megtöltve benne a színház irataival Magyarországra jött. Hozzánk költözött (fiához, Krémer Ferenchez Budapestre). Szabadkay bácsi mindent Édesapámra (Krémer Ferencre) hagyott, ami a színház után maradt. Apámat gyermekeként szerette.

## Kapcsolódó szócikk
A szatmárnémeti színjátszás története